# Oribatella kurchevi
Oribatella kurchevi är en kvalsterart som beskrevs av Krivolutsky 1974. Oribatella kurchevi ingår i släktet Oribatella och familjen Oribatellidae. Inga underarter finns listade i Catalogue of Life.